# Adrienne L. Kaeppler
Adrienne Lois Kaeppler (Milwaukee, 26 de julho de 1935 – Washington D.C., 5 de março de 2022) foi uma antropóloga norte-americana, curadora de etnologia oceânica do Museu Nacional de História Natural do Smithsonian Institution em Washington, D.C. Ela atuou como presidente do Conselho Internacional de Música Tradicional entre 2005 e 2013. A sua investigação centrou-se nas interrelações entre a estrutura social e as artes, incluindo a dança, a música e as artes visuais, especialmente em Tonga e no Havai. Ela foi considerada uma especialista na dança tonganesa e nas viagens do explorador do século XVIII, James Cook.

## Carreira
A sua investigação centrou-se na cultura material e nas artes visuais e performativas nos seus contextos culturais, incluindo estruturas sociais e políticas tradicionais e identidade cultural moderna.
Kaeppler frequentou a Universidade de Wisconsin–Milwaukee, e recebeu seu mestrado e doutorado pela Universidade do Havaí. Na década de 1970, foi antropóloga no Bishop Museum em Honolulu, Havaí. Ela deu aulas de antropologia, etnomusicologia, antropologia da dança e história da arte na Universidade do Havaí; na Universidade de Maryland, College Park; na Queen's University de Belfast, Irlanda do Norte; na Universidade Johns Hopkins; e na Universidade da Califórnia em Los Angeles. Ela também foi membro do Conselho de Estado do Patrimônio Havaiano. Em 1998, trabalhou em Tonga, no Museu Nacional de Tonga, montando uma exposição especial no 80º aniversário do Rei Taufa'ahau Tupou IV. Em 2004, foi vice-presidente do Conselho Internacional de Música Tradicional, e foi eleita Presidente em 2005, substituindo Krister Malm. Foi curadora e antropóloga do Museu Nacional de História Natural do Smithsonian Institution.

## Vida pessoal
Kaeppler foi majorette em sua banda do ensino primário, tocou violino na orquestra do ensino secundário e estudou canto no Conservatório de Música de Wisconsin.
Kaeppler morreu em 5 de março de 2022, aos 86 anos.

## Prêmios e honrarias
Em 1978, Kaeppler foi homenageada pela YWCA como uma importante cientista cujo trabalho aumentou a compreensão das culturas nativas.
Kaeppler também foi elogiada pelo livro James Cook and the Exploration of the Pacific, publicado em 2009. A obra foi reconhecida com o Primeiro Prêmio Internacional de Livro de Arte Tribal 2010, organizado pela revista Tribal Art em parceria com a sede da Sotheby's em Paris, e em abril de 2010, foi nomeado Livro do Mês pela Hodern House na Austrália.
Em 2010, Kaeppler entregou o prêmio Smithsonian Secretary's Distinguished Research Lecture, que "reconhece a conquista sustentada de um acadêmico em pesquisa, o investimento de longa data no Smithsonian e a notável contribuição para um campo, bem como sua capacidade de comunicar a pesquisa a um não- público especializado."

## Obras publicadas

### Artigos em destaque
- The structure of Tongan dance (doctoral dissertation) (em inglês). Honolulu: Anthropology Department, University of Hawaii. 1967
- Kaeppler, Adrienne L. (1971). «Tongan dance: a study in cultural change». Middletown, Connecticut: Wesleyan University Press; Society of Ethnomusicology. Ethnomusicology (em inglês). 14 (2): 266–277. JSTOR 849801. doi:10.2307/849801
- Kaeppler, Adrienne L. (1971). «Aesthetics of Tongan Dance». Middletown, Connecticut: Wesleyan University. Ethnomusicology (em inglês). 15 (2): 175–185. JSTOR 850464. doi:10.2307/850464
- Kaeppler, Adrienne L. (março de 1974). «Cook Voyage Provenance of the 'Artificial Curiosities' of Bullock's Museum». Royal Anthropological Institute of Great Britain and Ireland. Man (em inglês). 9 (1): 68–92. JSTOR 2800037. doi:10.2307/2800037
- «"L'Aigle" and HMS "Blonde": The Use of History in the Study of Ethnography». Hawaii Historical Society. Hawaiian Journal of History (em inglês). 12: 28–44. 1978
- Poetry in Motion: Studies in Tongan Dance (em inglês), 1993
- Hula Pahu (em inglês). [S.l.]: Bishop Museum Press. 1994. ISBN 978-0-930897-55-0
- Polynesian and Micronesian sections of Oceanic Art, (em francês, alemão e inglês), 1993–1997
- From the Stone Age to the Space Age in 200 Years: Tongan Art and Society on the Eve of the Millennium (em inglês), 1999
- Kaeppler, Adrienne L. (2001). «Dance and the concept of style». Los Angeles: International Council for Traditional Music. 2001 Yearbook for Traditional Music (em inglês). 33: 49–63. JSTOR 1519630. doi:10.2307/1519630
- The Pacific Arts of Polynesia and Micronesia (em inglês), Oxford University Press, 2008
- Fleck, Robert (2009). James Cook and the Exploration of the Pacific (em inglês). [S.l.]: Thames & Hudson Ltd. ISBN 978-0-500-51516-7
- Polynesia: The Mark and Carolyn Blackburn Collection of Polynesian Art (em inglês). Honolulu, HI: University of Hawaiʻi Press. 2010. ISBN 978-1-883-52838-6
- Holophusicon--the Leverian Museum : an eighteenth-century English institution of science, curiosity, and art (em inglês). Altenstadt, Germany Honolulu, HI: ZKF Publishers Distributed in the United States by Bishop Museum Press. 2011. ISBN 978-3-9811620-4-2

### Com couatores
- Couautor, Australia and the Pacific Islands (em inglês), volume 9 da Garland Encyclopedia of World Music, 1998
- Kaeppler, Adrienne L., ed. (2007). Dance structures: Perspectives on the analysis of human movement (em inglês). Budapest: Akademiai Kiado. ISBN 978-963-05-8542-2